# Oftering
Oftering osztrák község Felső-Ausztria Linzvidéki járásában. 2020 januárjában 2110 lakosa volt. 

## Elhelyezkedése

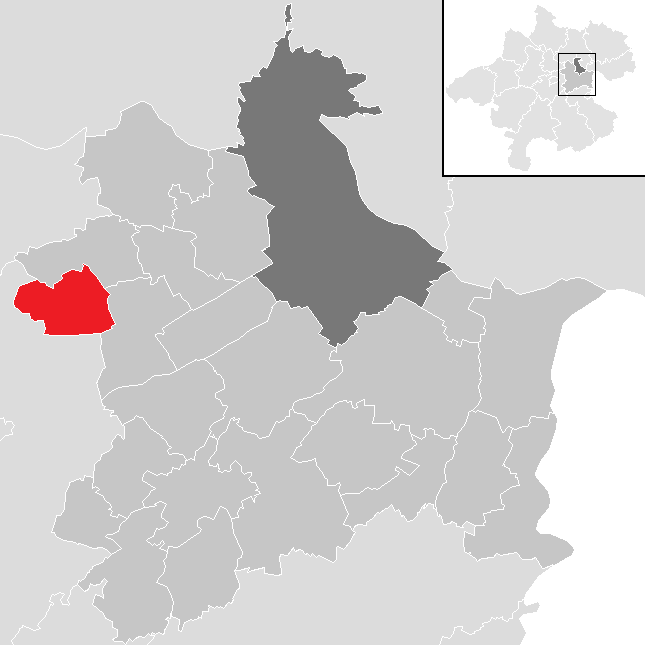
Oftering a Linzvidéki járásban

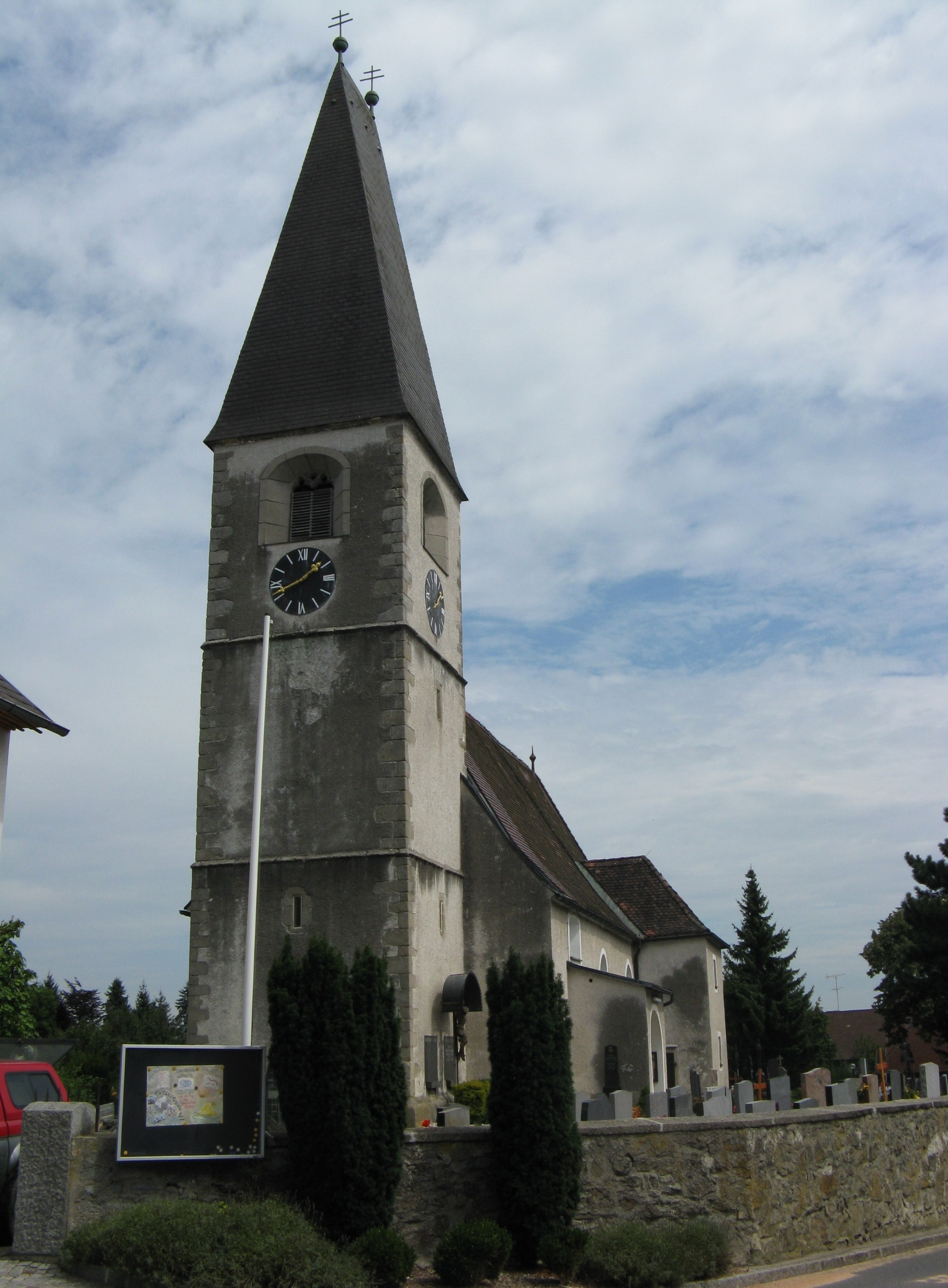
A Szt. Péter és Pál-plébániatemplom

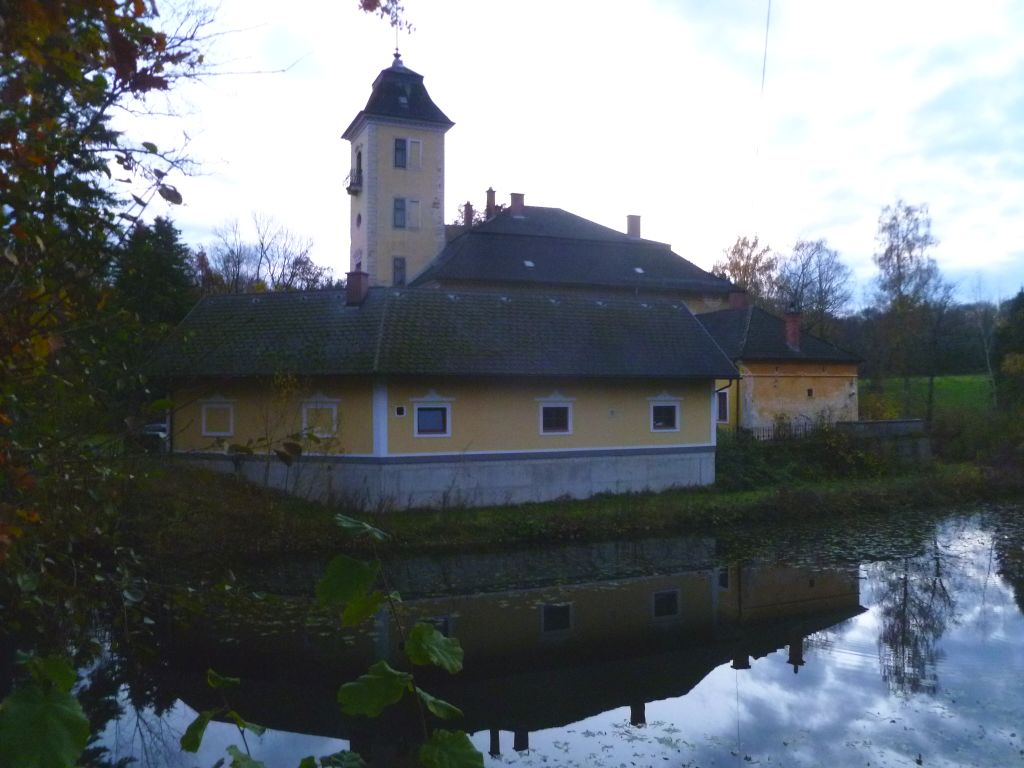
A freilingi kastély

Oftering a tartomány Traunviertel régiójában fekszik a Hausrückvierteli-dombság és a Traun-völgy között. Területének 7,4%-a erdő, 80,7% áll mezőgazdasági művelés alatt. Az önkormányzat 12 településrészt és falut egyesít: Freiling (345 lakos 2020-ban), Hausleiten (296), Kirchstetten (367), Mitterbachham (24), Niederbachham (36), Oberbachham (30), Oberbuch (38), Oberndorf (38), Oftering (534), Staudach (128), Trindorf (153) és Unterholz (121).  
A környező önkormányzatok: északkeletre Kirchberg-Thening, délkeletre Hörsching, délre Marchtrenk, nyugatra Holzhausen.

## Története
A régészeti leletek tanúsága szerint a község területe az újkőkorban, a bronzkorban és a rómaiak idején is lakott volt. Neve az Ofther személynévből és a bajor településekre jellemző -ing végződésből tevődik össze. Első említése 808-ból származik, ekkor már valószínűleg temploma is volt. A mai templom később épült, tornya felismerhetően őrtorony volt eredetileg. A Bajor Hercegséghez tartozó régió a 12. században került Ausztriához. 
1626-ban a felső-ausztriai parasztfelkelés során a freilingi várat felgyújtották. A napóleoni háborúk során 1800-ban, 1805-ben és 1809-ben francia katonaság szállta meg a falut. 1854-ben a település fele leégett; 1890-ben egy újabb tűzvészben odaveszett a fogadó, az iskola és néhány környező lakóház. 
A köztársaság 1918-as megalakulása után Oftering Felső-Ausztria tartomány része lett. 1934-ben két munkás Ofteringnél kisiklatta az Ostende-Bécs expresszvonatot, hogy megszerezzék a postavagonban szállított pénzt. A merényletnek egy halálos áldozata volt. Miután a Német Birodalom 1938-ban annektálta Ausztriát, a községet az Oberdonaui gauba sorolták be. A második világháború után, az ország függetlenné válásával ismét Felső-Ausztriához került. 

## Lakosság
Az ofteringi önkormányzat területén 2020 januárjában 2110 fő élt. A lakosságszám 1900 óta gyarapodó tendenciát mutat. 2018-ban az ittlakók 95,4%-a volt osztrák állampolgár; a külföldiek közül 1,1% a régi (2004 előtti), 1,4% az új EU-tagállamokból érkezett. 1,6% a volt Jugoszlávia (Szlovénia és Horvátország nélkül) vagy Törökország, 0,4% egyéb országok polgára volt. 2001-ben a lakosok 68,3%-a római katolikusnak, 21,5% evangélikusnak, 1,2% mohamedánnak, 8,3% pedig felekezeten kívülinek vallotta magát. 
A népesség változása:

| 2016 | 2 071 |
| 2018 | 2 076 |

## Látnivalók
- a Szt. Péter és Pál-plébániatemplom
- a freilingi kastély magántulajdonban van

## Fordítás
- Ez a szócikk részben vagy egészben  az   Oftering című német Wikipédia-szócikk ezen változatának fordításán alapul.  Az eredeti cikk szerkesztőit annak laptörténete sorolja fel. Ez a jelzés csupán a megfogalmazás eredetét és a szerzői jogokat jelzi, nem szolgál a cikkben szereplő információk forrásmegjelöléseként.